# Rastrillado
Se llama rastrillado a la operación agrícola por la que se rastrilla la tierra para oxigenarla y retirar la maleza. 
El rastrillado aplicado a la siembra de otoño presenta la ventaja de abrir la tierra que se endurece en invierno. Se rastrilla también en primavera con tiempo seco cuando las plantas son aún pequeñas. Por estos rastrillados, se adelgaza el suelo procurándole la entrada de aire a la vez que se destruyen las malas hierbas facilitando un crecimiento vigoroso. 
Es conveniente rastrillar también en primavera los alfalfales un poco viejos. En la época en que empiezan a crecer las patatas, se les rastrilla frecuentemente para destruir la maleza. El rastrillado es una excelente técnica para apartar que se han sembrado demasiado tupidas, por ejemplo, la colza, los rábanos y los nabos sembrados a mano. No se aconseja realizar esta operación cuando sopla un viento recio y frío. 
La rastrillada y/o pulida tiene como finalidad destruir los terrones grandes resultantes en las labores antes descritas y garantizar el buen contacto entre la semilla y el suelo. 